# Rutu Modan
Rutu Modan in ebraico רותו מודן‎? (Tel Aviv, 1966) è un'illustratrice e fumettista israeliana.

## Biografia
Diplomata presso l'Accademia di belle arti Bezalel, Rutu Modan ha in seguito lavorato per l'edizione israeliana di Mad Magazine insieme all'artista grafico e scrittore Yirmi Pinkus. Proprio insieme a lui nel 1995 fonda il collettivo di fumettisti israeliani Actus Tragicus. Fra le sue opere principali si possono citare Exit Wounds (2007), che è stato nominato dal Time come uno dei migliori fumetti dell'anno e le ha fatto guadagnare un Eisner Award e The Property (2013).
Rutu Modan vive a Tel-Aviv  con il marito, Ofer Bergman ed i loro due figli.